# Alan Davie
James Alan Davie (nascido em 1920, perto de Edimburgo) é um pintor escocês, que estudou no Edinburgh College of Art na década de 30. Em uma viagem à Veneza, foi influenciado por outros pintores da época, elementos e técnicas de pintura que o fizeram ver as artes com outros olhos.
Leu o livro Zen in the Art of Archery (1953), do escritor Eugen Herrigel. Seu estilo de pintura se deve muito à essa leitura, valorizando a espontaneidade e a abstração. Ele passou então a pintar sequencialmente, representando o próprio inconsciente. Fascinado com o trabalho do psicanalista Carl Jung, ele partilha da visão surrealista de pintores como Joan Miró [3]. Seu estilo de pintura levou o artista a recobrir seus quadros muitas vezes acima da pintura original. Apesar de saber-se que muitas de suas obras não são de pura abstração, todas tem significado com símbolos e elementos estéticos. Baseado em culturas antigas, Davie estudou o papel do artista, por exemplo, semelhante ao dos xamãs e observou como culturas tão diversas adotaram símbolos comuns em suas linguagens visuais.
Além de pintar sobre tela ou papel, o artista produziu trabalhos de serigrafia. Em palestras que deu a vida toda, Davie sempre ressaltou a importância do método que escolheu trabalhar, a improvisação. Via-se como uma espécie de adivinho que resistia às distrações da vida racional, dando às suas obras um eterno caráter conflitante e glorioso.
Apesar da grande presença no mundo das artes visuais, Davie também dedicou sua vida à música. Tocava violão, piano, e clarinete. Ele morreu aos 93 anos em Hertfordshire, Inglaterra, em 5 de abril de 2014, após deixar um grande legado para a arte contemporânea.